# Senokos-Nunatak
Der Senokos-Nunatak (bulgarisch нунатак Сенокос nunatak Senokos) ist ein 663 m hoher und felsiger Nunatak im Grahamland auf der Antarktischen Halbinsel. Auf der Trinity-Halbinsel ragt er 3,27 km westlich des Mount Bradley, 4,6 km nördlich des Tufft-Nunataks, 11,43 km südöstlich des Golesh Bluff und 7,29 km südsüdwestlich des Gurgulyat Peak im Dreatin-Gletscher an den nordöstlichen Ausläufern des Detroit-Plateaus auf.
Deutsche und britische Wissenschaftler nahmen 1996 seine Kartierung vor. Die bulgarische Kommission für Antarktische Geographische Namen benannte ihn 2010 nach Ortschaften im Nordosten und Südwesten Bulgariens.